# دژ قلات شاه

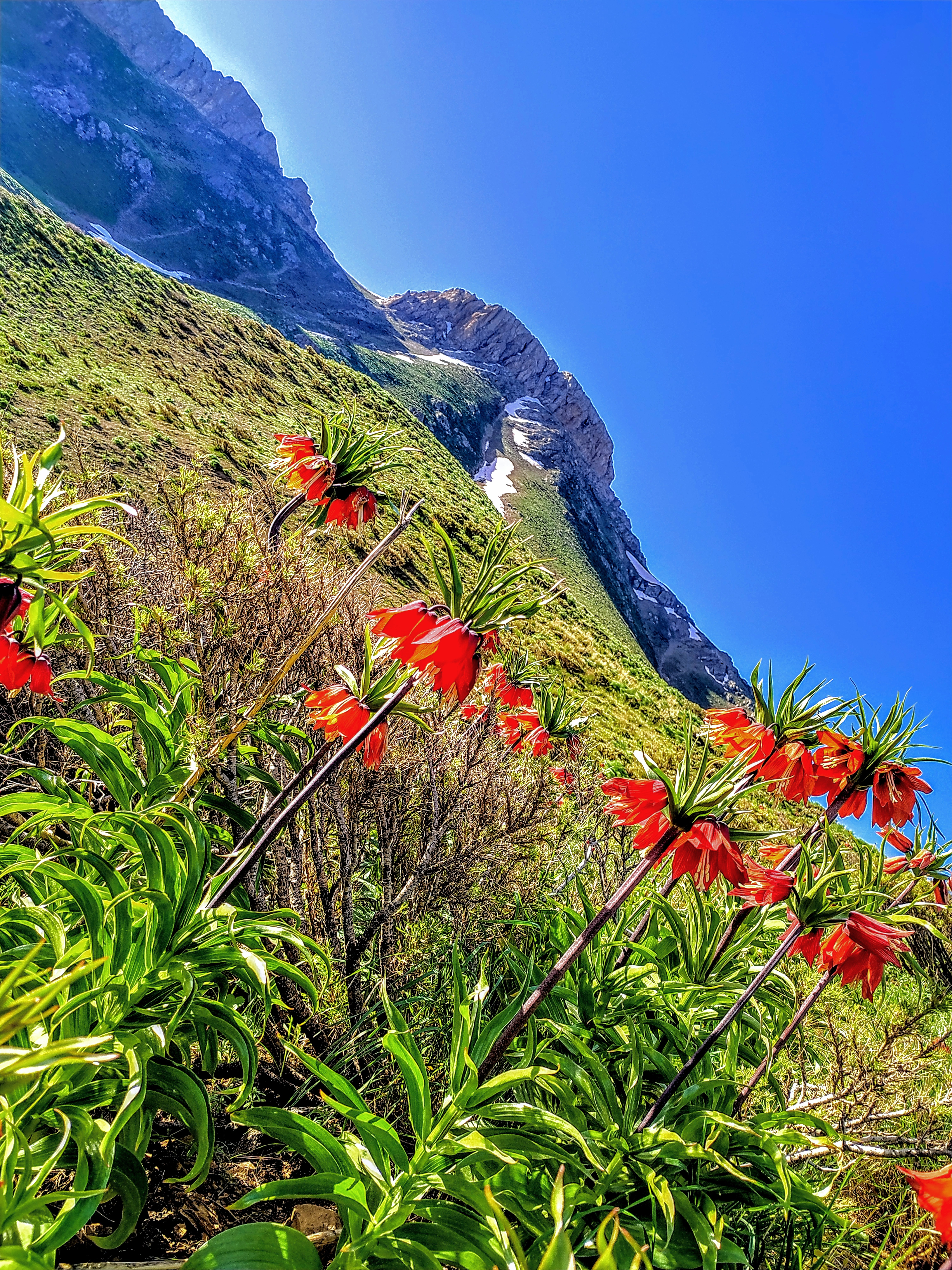
قلات شاه و لاله های واژگون عکاس:فرهاد رزمگر

دژ قلات شاه مربوط به هزاره اول - دوره مادها است و در مه‌آباد، منطقه شرق منگور پیرانشهر واقع شده و این اثر در تاریخ ۱۷ خرداد ۱۳۳۵ با شمارهٔ ثبت ۱۲۳۷ به‌عنوان یکی از آثار ملی ایران به ثبت رسیده است.